# Badmintonmeisterschaft von Trinidad und Tobago 1966
Die Badmintonmeisterschaft von Trinidad und Tobago 1966 fand in Port of Spain statt. Es war die zweite Auflage der nationalen Titelkämpfe von Trinidad und Tobago im Badminton.

## Titelträger
| Disziplin    | Sieger                    |
| ------------ | ------------------------- |
| Herreneinzel | Patrick Kam               |
| Dameneinzel  | Jeanne Hewitt             |
| Herrendoppel | Patrick Kam Keith Fung    |
| Damendoppel  | Jeanne Hewitt Winn Butler |
| Mixed        | Patrick Kam Jeanne Hewitt |